# Science Robotics
Science Robotics és una revista científica revisada per parells publicada per l'Associació Americana per a l'Avenç de la Ciència. L'editor en cap és Holden Thorp d'AAAS. Els temes tractats són la intel·ligència artificial, les matemàtiques, la informàtica, l'enginyeria mecànica, els robots macro, micro i nano, els materials avançats i els dissenys amb influència biològica. El seu abast inclou investigacions teòriques i aplicacions del món real. El factor d'impacte de 2022 era de 25,0.